# Liste von Persönlichkeiten der Stadt Voerde (Niederrhein)
Diese Liste von Persönlichkeiten der Stadt Voerde umfasst die Bürgermeister, Ehrenbürger, Söhne und Töchter der Stadt sowie weitere Persönlichkeiten mit Bezug zur Stadt.

## Bürgermeister
1806 wurde von Napoleon das Bürgermeisteramt in Götterswickerhamm eingeführt. 1815/1816 wurde es zur „Maire“ umbenannt, erst 1911 gab es offiziell einen Bürgermeister der Gemeinde Voerde. Bürgermeister der Stadt Voerde ist seit 2014 Dirk Haarmann (SPD).

### Bürgermeister der Gemeinde Götterswickerhammvor 1981
- 1806–1823: Jan Leo de Brauin (1768–1829) (ab 1815/1816 „Maire“)
- 1823–1851: Peter Friedrich Noot (1779–1859)
- 1851–1854: Gustav Landmann (1810–1865)
- 1854–1875: Karl von der Mark (1828–1901)
- 1875–1878: Otto Bender (geschäftsführend) (1847–1904)
- 1878–1880: Alexander von Berckefeldt (1830–1909)
- 1880–1891: Paul von Lilienhoff-Zwowitzki (1832–?)
- 1891–1894: Hugo Dihm (1841–1899)
- 1895–1897: Karl Branscheid (1863–1915)
- 1898–1903: ? Weber
- 1903–1921: Heinrich Giesen (ab 1911 Bürgermeister des Amtes Voerde)
- 1921–1926: Ernst Jaeger (1878–1926)
- 1926–1944: Max Schlössin (1884–1956)
- 1945– : Hermann Bosserhoff

- 1944–1946: Nikolaus Hoffmann (Amtsbürgermeister)
- 1946: Heinrich Bruch (Amtsbürgermeister) (SPD)
- 1946–1948: Aloys Overkamp (Amtsbürgermeister) (CDU)
- 1948–1950: Johannes Küttemann (1882–1967) (Amtsbürgermeister) (FDP)
- 1950–1956: Johannes Küttemann (1882–1967) (Bürgermeister) (FDP)
- 1956–1958: Hermann Breymann (1898–1958) (SPD)
- 1958–1966: Heinrich Schmitz (1900–1966) (SPD)
- 1966–1994: Helmut Pakulat (1928–1999) (SPD)

### Bürgermeister der Stadt seit 1981 (Gemeinde Voerde)
- 1966–1994: Helmut Pakulat (1928–1999) (SPD)
- 1994–1997: Heinz Boß (SPD)
- 1997–2002: Hans-Ulrich Krüger (SPD)
- 2003–2014: Leonhard Spitzer (CDU)
- seit 2014: Dirk Haarmann (SPD)

## In Voerde geborene Persönlichkeiten
- Hermann Kraushaar (1881–1917), deutscher Marineoffizier und Luftschiffkommandant
- Gustav Hülser (1887–1971), Politiker, Reichstagsabgeordneter  (DNVP, CSVD, NSDAP, CDU)
- Alfred Benninghoff (1890–1953), Anatom
- Karl Topp (1895–1981), Schiffskommandant und Vizeadmiral im Zweiten Weltkrieg
- Gustav Heckmann (1898–1996), Philosoph
- Herta Hesse-Frielinghaus (1910–1988), Kunsthistorikerin und Museumsleiterin
- Will Rasner (1920–1971), Journalist und Politiker (NSDAP, CDU)
- Horst Dahlhaus (1927–2017), Sozialarbeiter und Pädagoge
- Judith Schulte-Loh (* 1959), Radio- und TV-Moderatorin (WDR) und Journalistin
- Thomas Kempe (* 1960), Fußballspieler, geboren im Stadtteil Möllen
- Luis Litters (* 2004), Teilnehmer an deutschen Meisterschaften im Trampolinturnen, Bundesligist im Trampolinturnen (Tv Voerde)

## Bekannte Einwohner und mit Voerde verbundene Persönlichkeiten
- Gerhard von Holy (1687–1736), Orgelbauer (Kirchenorgel in Voerde)
- Leo Cederholm (1852–1932), preußischer Offizier und Kommandant des Kriegsgefangenenlagers Friedrichsfeld
- Pierre Boffin (1907–1992), deutsch-französischer Maler; lebte bis zu seinem Tod in Voerde
- Uwe Jens (1935–2013), Honorarprofessor (Wirtschaftspolitik), Politiker (SPD); lebte bis zu seinem Tod in Voerde
- Gisela Hinnemann (* 1949), Politikerin (CDU), 1994–1999 stellvertretende Bürgermeisterin, 2000–2005 MdL des 13. Landtags von Nordrhein-Westfalen, 2009–2010 MdL des 14. Landtags von Nordrhein-Westfalen
- Hans-Ulrich Krüger (* 1952), Politiker (SPD), 1997–2002 Bürgermeister, 2002–2009 Bundestagsabgeordneter, 2009–2013 Staatssekretär im Ministerium für Inneres und Kommunales des Landes Nordrhein-Westfalen, seit 2013 erneut Bundestagsabgeordneter
- Heike Schulte-Mattler (* 1958), Leichtathletin (TV Voerde), Bronzemedaille Olympische Spiele 1984
- Bärbel Bas (* 1968), Politiker (SPD), Präsidentin des Deutschen Bundestages (20. Legislaturperiode des Deutschen Bundestages), besuchte von 1978 bis 1984 die Hauptschule in Voerde